# Arrêt des activités gouvernementales aux États-Unis
Aux États-Unis, un arrêt des activités gouvernementales (en anglais : government shutdown) est une situation politique dans laquelle le Congrès échoue à autoriser suffisamment de fonds pour les opérations gouvernementales. Dans ce cas, l'administration fédérale cesse tout service à la population à l'exception, dans un premier temps, des services dits « essentiels ». Toutefois, comme le Congrès doit autoriser toutes les dépenses, il n'y a aucune loi protégeant un service gouvernemental d'un arrêt. Les services continuant leurs activités après un shutdown sont le National Weather Service (service météorologique) et ses offices liés, les services médicaux dans des structures fédérales, les forces armées, le contrôle du trafic aérien et le système pénal.

## Mécanismes
La Constitution des États-Unis prévoit que le Sénat et la Chambre des représentants doivent approuver le budget fédéral, qui par la suite va vers le président pour sa signature. Si le président utilise son droit de veto sur le budget fédéral des États-Unis, ce dernier retourne au Congrès, où le veto peut être annulé par deux tiers de votes contraires.
Un arrêt des activités gouvernementales survient généralement lorsque le président et une, voire les deux chambres, n'arrivent pas à trouver un accord concernant les allocations budgétaires avant la fin du cycle budgétaire en cours.
Ces arrêts, quasiment uniques à l'échelle mondiale en dehors de situation de crises comme des guerres civiles, putschs ou révolutions, proviennent de l'Antideficiency Act (en) de 1884, et plus particulièrement de son interprétation des années 1980 sous l'administration Carter. Cette loi, ainsi interprétée, interdit au gouvernement de contracter s'il n'a pas les fonds nécessaires pour le faire. Les agences fédérales (agencies), équivalent des ministères, ne peuvent donc plus effectuer aucune dépense tant que la situation n'est pas débloquée.

## Effets

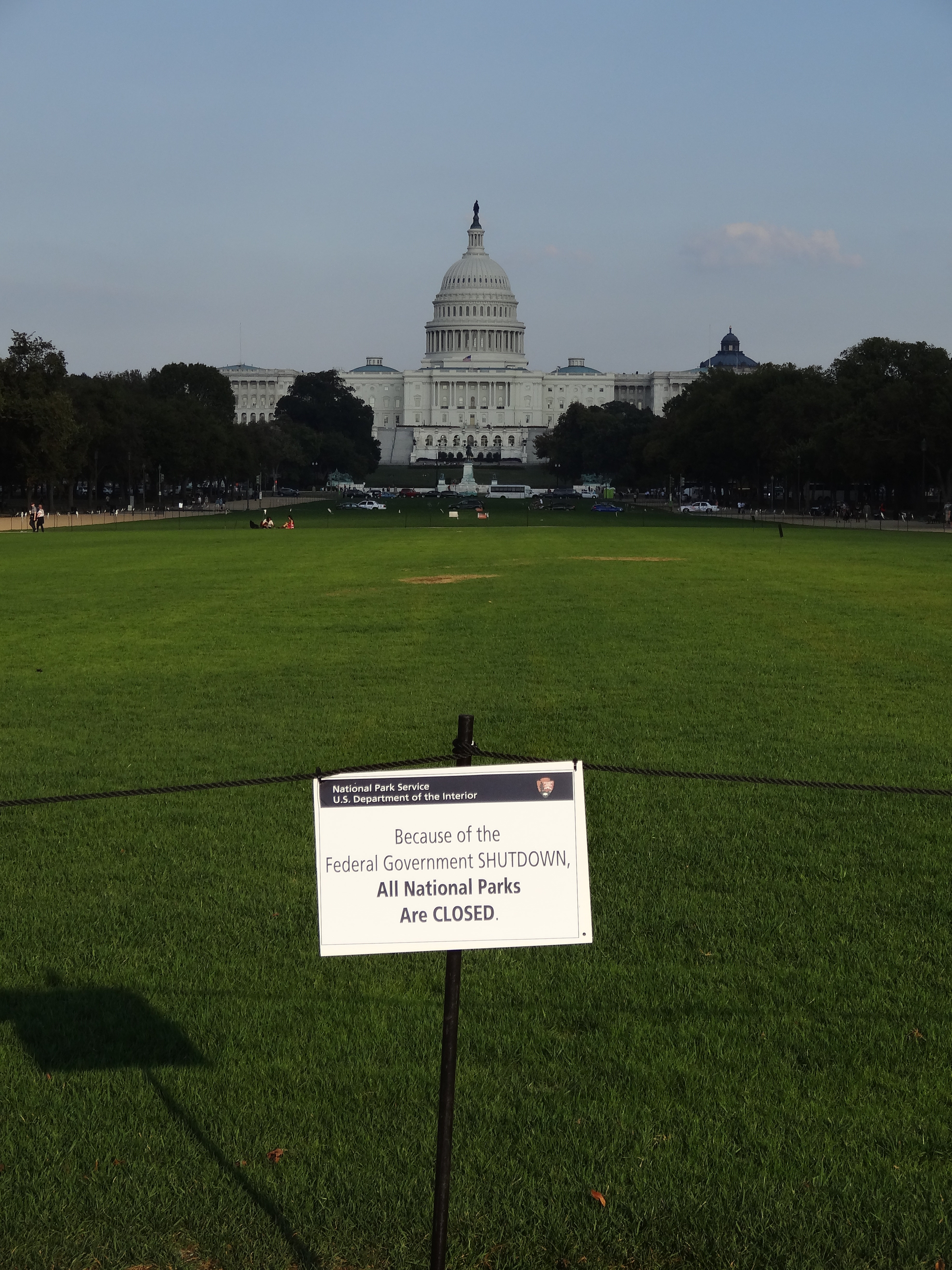
Les services nationaux des parcs sont fermés durant un arrêt des activités gouvernementales. Ici, le National Mall fermé durant l'arrêt de 2013.

Un arrêt du gouvernement a pour conséquence de mettre un nombre élevé d'employés fédéraux au chômage temporaire. Le personnel militaire actif, et les employés « essentiels » restent en poste, mais peuvent être payés différemment des barèmes prévus durant la période de chômage, par exemple plus tard,.
Les détails exacts déterminant quelles fonctions gouvernementales s'arrêtent durant un shutdown sont définis par le Bureau de la gestion et du budget. Malgré cela, des exceptions ont caractérisé tous les arrêts dans le passé. Parmi elles, la fermeture des parcs nationaux et des bureaux de passeport. Le personnel d'urgences continue à être employé, comme le personnel militaire en service actif, les agents fédéraux chargés de la répression criminelle, les médecins et infirmiers travaillant dans les hôpitaux fédéraux ainsi que les contrôleurs aériens. Pour le département de la Défense des États-Unis, au moins la moitié du personnel civil, les techniciens avec un double statut de militaire et de représentant la garde nationale, ainsi que les membres de cette dernière, sont mis au chômage et non payés durant la durée du shutdown.
Les membres du Congrès continuent à être payés, car leur salaire ne peut être modifié que par une loi. La distribution postale n'est pas affectée car elle s'autofinance et son budget n'est donc pas alloué par le Congrès.
Les arrêts gouvernementaux passés ont également affecté le gouvernement municipal de Washington, entraînant la fermeture d'écoles et suspendant des travaux d'utilité publique tel que le ramassage des ordures.

## Liste des arrêts
Depuis 1976, le gouvernement fédéral des États-Unis a connu un arrêt de ses activités à 21 reprises,, :
Durant les administrations Ford et Carter, il y a eu six arrêts partiels du gouvernement ayant seulement affecté le Département du Travail des États-Unis et le Département de la Santé et des Services sociaux des États-Unis. Ces shutdown partiels ont duré de huit à dix-huit jours en raison d'un financement fédéral de l'avortement. L'administration Reagan a connu huit arrêts complets du gouvernement ayant duré de un à trois jours, en raison de débats concernant la dette publique des États-Unis. Un arrêt similaire a eu lieu durant l'administration G.H.W. Bush.
Sous l'égide de l'administration Clinton, après que les conservateurs avaient gagné de nombreuses voix au Congrès en 1994 durant la Révolution républicaine, il y eut deux arrêts complets du gouvernement respectivement de cinq et de vingt-et-un jours, le second étant le deuxième plus long connu dans l’histoire. La dette publique était également la raison de ce shutdown.
Les États-Unis connaissent un nouvel arrêt en 2013 (entre le 1er et le 17 octobre). La raison principale est un désaccord entre la Chambre des représentants contrôlée par le Parti républicain (États-Unis) et le Sénat contrôlé par le Groupe démocrate (Sénat des États-Unis), concernant le Patient Protection and Affordable Care Act du président Obama voté en 2010. 
Le dernier arrêt date du 22 décembre 2018, à minuit, sous l'administration Trump, le Sénat où les Républicains ne sont majoritaires que d'un siège, n'ayant pas réussi à réunir une majorité qualifiée de 60 voix pour voter une rallonge budgétaire, c’est en ce moment l'arrêt le plus long qui a existé. 
| Année          | Début (exclu) | Fin (incluse) | Nombre de jours totaux | Président   | Majorité au Sénat | Majorité à la Chambre | Circonstances |
| -------------- | ------------- | ------------- | ---------------------- | ----------- | ----------------- | --------------------- | --- |
| 1976           | 30 sept.      | 11 oct.       | 11 jours               | Ford        | Dem               | Dem                   | Faisant référence aux dépenses jugées incontrôlées, le Président Gerald Ford a mis son veto à une allocation de fonds au Département du travail et au Département de la Santé et des Services sociaux, ce qui a mené à un arrêt partiel du gouvernement. Le 1er octobre 1976, le Congrès à majorité démocrate a annulé le veto de Ford, mais il a fallu jusqu'au 11 octobre pour trouver une solution concernant le financement du gouvernement. |
| 1977           | 30 sept.      | 13 oct.       | 13 jours               | Carter      | Dem               | Dem                   | La Chambre des représentants, contrôlée par les démocrates, a continué de refuser le budget afin de bannir l'aide financière à l'avortement, sauf pour les cas où la vie de la mère est en danger. Au même moment, le Sénat, également démocrate, faisait pression afin d'aider au financement de l'avortement en cas de viol ou d'inceste. Un manque de financement a été créé lorsque le désaccord entre les chambres en est venu au financement des départements du travail et de la santé, menant à un arrêt partiel du gouvernement. Un accord temporaire a été trouvé le 31 octobre 1977 pour restaurer le financement, et offrir plus de temps au Congrès pour régler ses désaccords. |
| 1977           | 31 oct.       | 9 nov.        | 9 jours                | Carter      | Dem               | Dem                   | L'accord de financement temporaire touche à sa fin. Le Président Jimmy Carter en signe un second pour accorder du temps aux négociations. |
| 1977           | 30 nov.       | 9 déc.        | 9 jours                | Carter      | Dem               | Dem                   | Le second accord temporaire expire. La Chambre des représentants tient bon face aux efforts du Sénat pour modifier la loi. Un accord est trouvé accordant le financement pour les cas d'avortement résultant d'un viol, d'un inceste ou dans le cas où la vie de la mère est en danger. |
| 1978           | 30 sept.      | 18 oct.       | 18 jours               | Carter      | Dem               | Dem                   | Les jugeant inutiles, le Président Carter a mis son veto à un budget de travaux publics et un budget de la défense, incluant un transporteur aérien à énergie nucléaire. Le budget du département de la santé a également été retardé concernant des désaccords sur le financement des avortements. |
| 1979           | 30 sept.      | 12 oct.       | 12 jours               | Carter      | Dem               | Dem                   | À l'encontre du Sénat, la Chambre des représentants a insisté afin d'obtenir une augmentation de 5,5 % de salaire pour les membres du Congrès et le personnel civil senior. Elle a également voulu restreindre le financement des avortements uniquement aux cas où la vie de la mère est en danger, alors que le Sénat voulait maintenir le financement en cas de viol ou d'inceste. |
| 1981           | 20 nov.       | 23 nov.       | 3 jours                | Reagan      | Rep               | Dem                   | Le Président Ronald Reagan a annoncé qu'il mettrait son veto à n'importe quel budget qui n'aurait pas réussi au moins la moitié des coupes budgétaires de 8.4 milliards de dollars qu'il a proposées. Bien que le Sénat républicain ait autorisé un budget en accord avec les termes du président, la Chambre des représentants, démocrate, a insisté sur des coupes plus grandes dans la défense que ce que Reagan souhaitait, ainsi Reagan a mis son veto et mis le gouvernement fédéral en arrêt. Un budget temporaire a assuré le financement jusqu'au 15 décembre et a donné le temps au Congrès de préparer un accord.                                                                 |
| 1982           | 30 sept.      | 2 oct.        | 2 jours                | Reagan      | Rep               | Dem                   | Le Congrès a accepté le budget un jour trop tard. |
| 1982           | 17 déc.       | 21 déc.       | 4 jours                | Reagan      | Rep               | Dem                   | Les deux chambres souhaitaient financer un programme en faveur de l'emploi, mais le Président Reagan a mis son veto à une législation en ce sens. La Chambre s'est alors opposée au financement des missiles MX. Le shutdown s'est arrêté lorsque le Congrès a abandonné son programme pour l'emploi, mais Reagan a dû céder sur le financement de deux types de missiles, le MX et le Pershing II. Il a également dû accepter un financement du Legal Services Corporation, qu'il voulait abolir, en échange d'une plus grande aide financière internationale d'Israël. |
| 1983           | 10 nov.       | 14 nov.       | 4 jours                | Reagan      | Rep               | Dem                   | La Chambre des représentants a augmenté le budget à l'éducation mais réduit ceux de la défense et de l'aide internationale, ce qui a mené à un désaccord avec le Président Reagan. La Chambre a accepté de baisser l'allocation à l'éducation et le financement du missile MX. Mais les coupes dans l'aide internationale et la défense restèrent, et les baux pour le pétrole et le gaz furent bannis des refuges naturels fédéraux. Le paiement d'un avortement par l'assurance santé pour les employés gouvernementaux a également été arrêté. |
| 1984           | 30 sept.      | 3 oct.        | 3 jours                | Reagan      | Rep               | Dem                   | La Chambre des représentants souhaitait mettre en œuvre ensemble un programme de lutte contre le crime, soutenu par Reagan, et un programme de projets concernant l'eau, qu'il ne soutenait pas. De plus, le Sénat a mis l'acceptation du budget sous pression en voulant le lier à des mesures de droits civils préparées pour annuler l'arrêt Grove City v. Bell. Reagan a proposé un compromis où il abandonnait son paquet de lutte contre la criminalité en échange de l'abandon des projets concernant l'eau. Aucun accord n'a pu être trouvé, et une prolongation du budget de trois jours a été accordée.                                                                            |
| 1984           | 3 oct.        | 5 oct.        | 2 jours                | Reagan      | Rep               | Dem                   | Le 3 octobre a cessé l'extension de budget, forçant un arrêt. Le Congrès a abandonné ses projets sur l'eau et les droits civils, alors que le président conservait son paquet contre la criminalité. Le financement des Contras nicaraguayens est également passé. |
| 1986           | 16 oct.       | 18 oct.       | 2 jours                | Reagan      | Rep               | Dem                   | Des désaccords concernant des nombreux points entre la Chambre des représentants et le Président Reagan et le Sénat républicain ont mené à un nouveau shutdown. La Chambre a abandonné de nombreuses demandes en échange d'un vote en faveur du programme social et d'une concession sur la vente de Conrail, qui n'appartenait pas au gouvernement à l'époque. |
| 1987           | 18 déc.       | 20 déc.       | 2 jours                | Reagan      | Dem               | Dem                   | La Chambre des Représentants et le Sénat se sont opposés au financement des Contras et voulaient une reprise de l'exécution de la Fairness Doctrine par la Federal Communications Commission. Ils cédèrent sur la Fairness Doctrine en échange d'une aide non potentiellement mortelle aux Contras. |
| 1990           | 5 oct.        | 9 oct.        | 4 jours                | G.H.W. Bush | Dem               | Dem                   | Le Président George H.W. Bush a menacé de mettre son veto à n'importe quelle continuing resolution (en) qui n'était pas jumelée à un paquet de mesures de réduction du déficit, et l'a mis lorsque l'une d'elles est arrivée sur son bureau. La Chambre des représentants a échoué à annuler le veto avant un arrêt gouvernemental. Le Congrès a ensuite autorisé une continuing resolution avec un programme de réduction du déficit pour mettre fin au shutdown. |
| 1995           | 14 nov.       | 19 nov.       | 5 jours                | Clinton     | Rep               | Rep                   | Le Président Bill Clinton a mis son veto à une continuing resolution approuvée par le Congrès, contrôlée par les républicains. Un accord a été trouvé autorisant un financement à 75 % durant quatre semaines, et Clinton a accepté un calendrier de sept ans pour un budget équilibré. |
| 1995-1996 (en) | 16 déc.       | 6 jan.        | 21 jours               | Clinton     | Rep               | Rep                   | Les républicains ont demandé que Clinton propose un budget selon le calendrier de sept ans en utilisant les chiffres du Congressional Budget Office, plutôt que ceux du Bureau de la gestion et du budget de Clinton. Ce dernier a refusé. Finalement, Clinton et le Congrès ont trouvé un compromis sur le budget. Selon Seth Masket, employé de la Maison-Blanche à cette période, il n'y aurait pas eu d'affaire Lewinsky sans shutdown étant donné qu'en temps normal, les stagiaires n'avaient pas de contacts directs avec le Président,. |
| 2013           | 01 oct.       | 17 oct.       | 16 jours               | Obama       | Dem               | Rep                   | En raison de désaccords concernant le retrait du financement (defunding) ou le report du Patient Protection and Affordable Care Act (l'Obamacare),, le gouvernement n'a pas pu faire passer de budget. Le Congrès a trouvé un accord temporaire le 17 octobre 2013 mettant ainsi fin au shutdown, grâce à un relèvement du plafond de la dette jusqu'au 7 février 2014 et un budget pour les agences fédérales jusqu'au 15 janvier 2014. Ces deux semaines d'arrêt ont coûté, selon Standard & Poor's, 24 milliards de dollars à l'économie des États-Unis,. |
| 2018           | 20 jan.       | 22 jan.       | 2 jours                | Trump       | Rep               | Rep                   | Un compromis provisoire a été trouvé le 22 janvier 2018, permettant ainsi de débloquer les institutions du pays. Des négociations devraient se poursuivre, notamment sur le sujet de l'immigration et des jeunes Dreamers arrivant aux États-Unis, que les Démocrates veulent protéger . |
| 2018           | 09 fév.       | 09 fév.       | moins d’un jour        | Trump       | Rep               | Rep                   | Le compromis provisoire a expiré, déclenchant un nouvel arrêt. Après un peu plus de huit heures de shutdown, Trump signe une loi adoptée par les deux chambres du Congrès augmentant le plafond de la dette jusqu'en mars 2019. |
| 2018-2019      | 22 déc.       | 25 jan.       | 1 mois et 3 jours      | Trump       | Rep               | Rep                   | Après l'échec des négociations entre le Congrès et la Maison Blanche sur le budget, comprenant le financement de la construction d'un mur à la frontière mexicaine, les États-Unis entrent en période de shutdown. C'est le plus long shutdown de l'histoire des États-Unis. Un compromis provisoire a été trouvé le 25 janvier 2019 pour un financement de 3 semaines. |
| 2018-2019      | 22 déc.       | 25 jan.       | 1 mois et 3 jours      | Trump       | Rep               | Dem                   | Après l'échec des négociations entre le Congrès et la Maison Blanche sur le budget, comprenant le financement de la construction d'un mur à la frontière mexicaine, les États-Unis entrent en période de shutdown. C'est le plus long shutdown de l'histoire des États-Unis. Un compromis provisoire a été trouvé le 25 janvier 2019 pour un financement de 3 semaines. |

### Source
- (en) Cet article est partiellement ou en totalité issu de l’article de Wikipédia en anglais intitulé « Government shutdown in the United States » (voir la liste des auteurs).